# ريويري دي أوليفيرا فاوستينو
ريويري دي أوليفيرا فاوستينو (مواليد 25 يناير 1998) هو لاعب كرة قدم برازيلي. أمضى حياته الاحترافية مُشاركًا في أنديةٍ يابانية مثل شونان بلمار. توفي يوم 23 نوفمبر 2021.

## وصلات خارجية
- ريويري دي أوليفيرا فاوستينو على موقع رابطة كرة القدم اليابانية للمحترفين (اليابانية)
- ريويري دي أوليفيرا فاوستينو على موقع قاعدة بيانات كرة القدم.إي يو (الإنجليزية)
- ريويري دي أوليفيرا فاوستينو على موقع Soccerway.com (الإنجليزية)
- ريويري دي أوليفيرا فاوستينو على موقع عالم كرة القدم.نت (الإنجليزية)